# Coupe du monde de course en ligne de canoë-kayak 2018
Navigation
Coupe du monde de course en ligne 2017 Coupe du monde de course en ligne 2019
La Coupe du monde de course en ligne en canoë-kayak, organisée par la Fédération internationale de canoë, se déroule du 18 mai au 27 mai 2018.

## Calendrier
| Date         | Ville     | Pays      |
| ------------ | --------- | --------- |
| 18 au 20 mai | Szeged    | Hongrie   |
| 25 au 27 mai | Duisbourg | Allemagne |

## Résultats

### K1 -200m
| Étapes    | Hommes            | Hommes   |                         | Femmes   | Femmes |
| Étapes    | Vainqueur         | Temps    | Vainqueur               | Temps    |        |
| Szeged    | Evgenii Lukantsov | 33 s 844 | Emma Aastrand Jørgensen | 38 s 918 |        |
| Duisbourg | Evgenii Lukantsov | 35 s 424 | Marta Walczykiewicz     | 39 s 989 |        |

### C1 -200m
| Étapes    | Hommes        | Hommes   |                           | Femmes   | Femmes |
| Étapes    | Vainqueur     | Temps    | Vainqueur                 | Temps    |        |
| Szeged    | Vadim Korobov | 38 s 426 | Laurence Vincent-Lapointe | 44 s 504 |        |
| Duisbourg | Ivan Shtyl    | 39 s 974 | Laurence Vincent-Lapointe | 45 s 885 |        |

### K2 -200m
| Étapes    | Hommes                           | Hommes   |                                | Femmes   | Femmes |
| Étapes    | Vainqueur                        | Temps    | Vainqueur                      | Temps    |        |
| Szeged    | Cristian Toro / Saúl Craviotto   | 31 s 429 | Lisa Carrington / Aimee Fisher | 35 s 935 |        |
| Duisbourg | Levente Apagyi / Kolos Csizmadia | 32 s 232 | Lisa Carrington / Aimee Fisher | 37 s 251 |        |

### C2 -200m
| Étapes    | Hommes                           | Hommes   |                         | Femmes   | Femmes |
| Étapes    | Vainqueur                        | Temps    | Vainqueur               | Temps    |        |
| Szeged    | Jonatán Hajdu / Ádám Fekete      | 36 s 393 | Lin Wenjun / Zhang Luqi | 43 s 082 |        |
| Duisbourg | Alexander Kovalenko / Ivan Shtyl | 36 s 672 | Lin Wenjun / Zhang Luqi | 44 s 038 |        |

### K1 -500m
| Étapes    | Hommes        | Hommes         |                 | Femmes         | Femmes |
| Étapes    | Vainqueur     | Temps          | Vainqueur       | Temps          |        |
| Szeged    | Roi Rodriguez | 1 min 35 s 149 | Caitlin Ryan    | 1 min 46 s 576 |        |
| Duisbourg | Josef Dostál  | 1 min 38 s 717 | Linnea Stensils | 1 min 48 s 245 |        |

### C1 -500m
| Étapes    | Hommes       | Hommes         |               | Femmes         | Femmes |
| Étapes    | Vainqueur    | Temps          | Vainqueur     | Temps          |        |
| Szeged    | Martin Fuksa | 1 min 43 s 669 | Xu Shixiao    | 2 min 07 s 457 |        |
| Duisbourg | Martin Fuksa | 1 min 46 s 888 | Katie Vincent | 2 min 06 s 482 |        |

### K2 -500m
| Étapes    | Hommes                        | Hommes         |                                | Femmes         | Femmes |
| Étapes    | Vainqueur                     | Temps          | Vainqueur                      | Temps          |        |
| Szeged    | Rodrigo Germade / Marcus Walz | 1 min 26 s 893 | Lisa Carrington / Kayla Imrie  | 1 min 39 s 018 |        |
| Duisbourg | Peter Gelle / Adam Botek      | 1 min 28 s 627 | Lisa Carrington / Caitlin Ryan | 1 min 38 s 724 |        |

### C2 -500m
| Étapes    | Hommes                               | Hommes         |                                           | Femmes         | Femmes |
| Étapes    | Vainqueur                            | Temps          | Vainqueur                                 | Temps          |        |
| Szeged    | Vincent Slominski / Mateusz Kaminski | 1 min 37 s 572 | Laurence Vincent-Lapointe / Katie Vincent | 1 min 53 s 513 |        |
| Duisbourg | Yul Oeltze / Peter Kretschmer        | 1 min 40 s 801 | Laurence Vincent-Lapointe / Katie Vincent | 1 min 51 s 428 |        |

### K4 -500m
| Étapes    | Hommes                                                       | Hommes         |                                                           | Femmes         | Femmes |
| Étapes    | Vainqueur                                                    | Temps          | Vainqueur                                                 | Temps          |        |
| Szeged    | Rodrigo Germade / Marcus Walz Cristian Toro / Saúl Craviotto | 1 min 18 s 002 | Lisa Carrington / Kayla Imrie Aimee Fisher / Caitlin Ryan | 1 min 29 s 433 |        |
| Duisbourg | Max Rendschmidt / Ronald Rauhe Tom Liebscher / Max Lemke     | 1 min 19 s 752 | Lisa Carrington / Caitlin Ryan Kayla Imrie / Rebecca Cole | 1 min 31 s 652 |        |

### K1 -1 000m
| Étapes    | Hommes           | Hommes         |                  | Femmes         | Femmes |
| Étapes    | Vainqueur        | Temps          | Vainqueur        | Temps          |        |
| Szeged    | Fernando Pimenta | 3 min 24 s 359 | Anna Kárász      | 3 min 56 s 180 |        |
| Duisbourg | Max Rendschmidt  | 3 min 26 s 559 | Lizzie Broughton | 3 min 58 s 718 |        |

### C1 -1 000m
| Étapes    | Hommes       | Hommes         |
| Étapes    | Vainqueur    | Temps          |
| Szeged    | Martin Fuksa | 3 min 44 s 989 |
| Duisbourg | Martin Fuksa | 3 min 42 s 385 |

### K2 -1 000m
| Étapes    | Hommes                          | Hommes         |
| Étapes    | Vainqueurs                      | Temps          |
| Szeged    | Marko Tomicevic / Milenko Zoric | 3 min 09 s 667 |
| Duisbourg | Max Hoff / Marcus Gross         | 3 min 11 s 914 |

### C2 -1 000m
| Étapes    | Hommes                                                 | Hommes         |
| Étapes    | Vainqueurs                                             | Temps          |
| Szeged    | Serguey Torres Madriga / Fernando Dayán Jorge Enríquez | 3 min 35 s 734 |
| Duisbourg | Yul Oeltze / Peter Kretschmer                          | 3 min 30 s 948 |

### K1 -5 000m
| Étapes    | Hommes           | Hommes          |              | Femmes          | Femmes |
| Étapes    | Vainqueur        | Temps           | Vainqueur    | Temps           |        |
| Szeged    | Fernando Pimenta | 19 min 19 s 805 | Vanda Kiszli | 22 min 13 s 380 |        |
| Duisbourg | Max Hoff         | 19 min 19 s 514 | Alyssa Bull  | 21 min 38 s 723 |        |

### C1 -5 000m
| Étapes    | Hommes                  | Hommes          |                 | Femmes          | Femmes |
| Étapes    | Vainqueur               | Temps           | Vainqueur       | Temps           |        |
| Szeged    | Serguey Torres Madrigal | 21 min 57 s 394 | Zsanett Lakatos | 26 min 30 s 047 |        |
| Duisbourg | Fernando Jorge Enriquez | 21 min 45 s 739 | Annika Loske    | 26 min 05 s 476 |        |